# Абрамов, Валерий Александрович
Валерий Александрович Абрамов (22 августа 1956, Ерцево, Архангельская область — 14 сентября 2016, Москва) — советский легкоатлет, специализировавшийся на стайерских дистанциях. Заслуженный мастер спорта СССР (1984). Тренировался под руководством Заслуженного тренера СССР и России Л. Н. Беляева.

## Спортивная карьера
Одиннадцатикратный чемпион СССР:
1976 г. — 1500 м (юниоры), 1978 г. — 1500 м, эстафета 4×800 м, 3000 м (зал), 1979 г. — 5000 м, 1981 г. — 3000 м (зал), 8000 м (кросс), 1982 г. — 3000 м (зал), 1983 г. — 1500 м, 3000 м (зал), 1987 г. — 10000 м.
Победитель Спартакиады народов СССР 1979 года на дистанции 5000 метров.
Участник Московской Олимпиады. В предварительном забеге со временем 13.42,86 с был третьим, но в полуфинале со временем 13.40,67 был шестым и не попал в финал.
В 1981 году во время матча США — СССР победил, выступая за сборную СССР.
На турнире «Дружба-84» (альтернатива Летним олимпийским играм 1984 г. в г. Лос-Анджелесе) стал победителем на дистанции 10000 метров с результатом 27:55.17 сек.
Установил несколько рекордов СССР :
- 1979 г. — 5000 м (результат — 13.15,6) г. Сочи,
- 9 сентября 1981 года на Гран-При Риети установил рекорд СССР на дистанции 5000 метров — 13.11,99. Этот результат и поныне является рекордом России,
- 1982 г. — 5000 м (результат — 13.35,7; зал) г. Милан,
- 1983 г. — миля (1609 м) (результат — 3.58,63; зал) г. Оксфорд,

С 1984 по 2008 гг. ему принадлежал и рекорд России в беге на 10 000 м — 27.55,17.
Призёр трёх чемпионатов Европы в помещениях:
- 1981 г. — 3 место на дистанции 3000 м, г. Гренобль,
- 1982 г. — 3 место на дистанции 3000 м, г. Милан,
- 1983 г. — 2 место на дистанции 3000 м, г. Будапешт.

Занял второе место на дистанции 5000 м на Кубке мира в г. Монреале в 1979 г.
Призёр Кубков Европы:
- 1981 г. — 2 место на дистанции 5000 м в г. Загребе,
- 1983 г. — 3 место на дистанции 10000 м в г. Лондоне.